# Mitokondriellt DNA
Mitokondriellt DNA eller mitokondrie-DNA (förkortning: mtDNA eller mDNA) är DNA som finns i mitokondrierna – cellens kraftstationer – som tillverkar bränsle i form av adenosintrifosfat (ATP) som sedan övriga delar av cellen kan använda. Förutom cellkärnan, som innehåller cellens genom lagrat i kromosomernas DNA, är mitokondrien den enda av djurcellens organeller som innehåller eget DNA. Man antar att mitokondrien ursprungligen var en egen organism som sedan ingick symbios med cellen; i utbyte mot en skyddad miljö producerade denna urorganism någonting som cellen hade nytta av. 
Människans mitokondriella DNA består av fem till tio ringar av DNA, som består av 16 569 baspar med 37 gener. Av dessa gener kodar 13 stycken för proteiner, 22 för olika transport-RNA (tRNA) och två för ribosomalt RNA (rRNA). Alla dessa genprodukter har att göra med produktionen av proteiner som är inblandade i cellandningen. Mitokondrien kan dock inte producera så mycket på egen hand; alla dess genprodukter behöver subenheter skapade från det vanliga, nukleära DNA:t.

## Ärftlighet
MtDNA följer med äggcellen från modern till barnet, varför barnets mitokondriella DNA vanligen är en exakt kopia (klon) av moderns MtDNA. MtDNA förändras mycket sällan, och i allmänhet endast på grund av mutationer. Genetisk rekombination mellan faderns och moderns mtDNA är mycket ovanlig, även om den har observerats hos vissa djur, och vid ett tillfälle hos människor. Om rekombination inte har förekommit avgör individens MtDNA-sekvens personens mtDNA-haplotyp, som ärvs på mödernet längs en strikt släktlinje. MtDNA-haplotypen förgrenas endast i en undertyp om en mutation uppstår i mtDNA och överlever i populationen. Dna-sekvensering av mitokondriellt DNA är därför ett mycket bra redskap för att undersöka släktskap på mödernet mellan två individer, även på mycket stort avstånd. Detta har använts för att skapa fylogenetiska träd för släktskap mellan olika arter eller individer. Det gör den användbar för att studera populationernas evolutionära historia och migrationer längs morslinjen, vid människan tillbaka till Mitokondrisk Eva. Vid genetisk släktforskning kan antalet mutationer som skiljer mellan två individer användas för att uppskatta avstånd i släktskapet på mödernet.